# Dominik Pańka
Dominik Miciej Pańka (* 27. März 1991) ist ein professioneller polnischer Pokerspieler. Er gewann 2014 das Main Event des PokerStars Caribbean Adventures und das High Roller der European Poker Tour sowie 2021 ein Bracelet bei der World Series of Poker Online.

## Pokerkarriere
Pańka stammt aus Brześć Kujawski. Er spielt seit November 2009 online unter den Nicknames gardze_wami (PokerStars sowie 888poker), odom_pl (Full Tilt Poker sowie PokerStars.FR) und odompl (partypoker). Seine Onlinepoker-Turniergewinne liegen bei über 3 Millionen US-Dollar, wobei der Großteil von mehr als 2,5 Millionen US-Dollar bei PokerStars gewonnen wurde.
Seine erste Geldplatzierung bei einem Live-Turnier erzielte Pańka Ende Juli 2012 in Pardubice. Im Januar 2014 gewann er das Main Event des PokerStars Caribbean Adventures auf den Bahamas. Dafür setzte er sich gegen 1030 andere Spieler durch und erhielt eine Siegprämie von mehr als 1,4 Millionen US-Dollar. Knapp einen Monat gewann er auch das High Roller der European Poker Tour (EPT) in Deauville und sicherte sich ein Preisgeld von 272.000 Euro. Ende August 2014 belegte Pańka beim EPT-Main-Event in Barcelona den mit knapp 80.000 Euro dotierten elften Platz. Ende Mai 2015 erreichte er erneut den Finaltisch des EPT-Main-Events und wurde auf Malta Dritter für knapp 350.000 Euro. Im März 2017 gewann Pańka das High Roller des Merit Poker Western Tournaments auf Zypern mit einer Siegprämie von rund 115.000 US-Dollar. Im Juli 2017 war er erstmals bei der World Series of Poker im Rio All-Suite Hotel and Casino am Las Vegas Strip erfolgreich und kam bei einem Turnier der Variante No Limit Hold’em in die Geldränge. Ende September 2018 belegte Pańka beim High Roller des Merit Gangsters Poker Cups auf Zypern den dritten Platz, der mit knapp 130.000 US-Dollar bezahlt wurde. Im September 2021 entschied er ein Turnier der auf GGPoker ausgespielten World Series of Poker Online für sich und erhielt einen Gesamtpreis von über 185.000 US-Dollar sowie ein Bracelet.
Insgesamt hat sich Pańka mit Poker bei Live-Turnieren mehr als 3,5 Millionen US-Dollar erspielt und ist damit nach Dzmitry Urbanovich und Wiktor Malinowski der dritterfolgreichste polnische Pokerspieler.